# Vandys
Vandys Limited war ein britischer Automobilhersteller, der von 1920 bis 1921 in Notting Hill (London) ansässig war. Der Markenname lautete Vandy.
Der 23.5 hp war das einzige Modell und vom US-amerikanischen Automobilbau inspiriert. Er wurde von einem wassergekühlten, seitengesteuerten Sechszylinder-Reihenmotor mit 3,7 l Hubraum angetrieben. Der Radstand des großen Wagens betrug 3048 mm und seine Spurweite 1473 mm. Die Karosserien lieferte unter anderem die Poole Manufacturing Company aus dem südenglischen Poole.
Solch große Fahrzeuge fanden im krisengeschüttelten Europa der frühen 1920er-Jahre kaum einen Markt und so verschwand der Vandy bald wieder.

## Modelle
| Modell  | Bauzeitraum | Zylinder | Hubraum  | Radstand |
| ------- | ----------- | -------- | -------- | -------- |
| 23,5 hp | 1920–1921   | 6 Reihe  | 3735 cm³ | 3048 mm  |